# Tre nördar i Palm Springs
Tre nördar i Palm Springs (engelska: Fraternity Vacation) är en amerikansk långfilm från 1985 i regi av James Frawley, med Stephen Geoffreys, Sheree J. Wilson, Cameron Dye, Leigh McCloskey och Tim Robbins i rollerna.

## Handling
Tre college-elever åker på semester för att jaga brudar. Wendall (Stephen Geoffreys) är gruppens nörd och han förälskar sig snabbt i Nicole (Amanda Bearse) vars pappa visar sig vara polischef. Hans två polare Joe (Cameron Dye) och 'Chas' (Leigh McCloskey) jagar istället efter den väldigt populära Ashley (Sheree J. Wilson).

## Rollista
| Stephen Geoffreys | – Wendell Tvedt             |
| Sheree J. Wilson  | – Ashley Taylor             |
| Cameron Dye       | – Joe Gillespie             |
| Leigh McCloskey   | – Charles 'Chas' Lawlor III |
| Tim Robbins       | – Larry "Mother" Tucker     |
| Matt McCoy        | – J.C. Springer             |
| Amanda Bearse     | – Nicole Ferret             |
| John Vernon       | – Chief Ferret              |
| Nita Talbot       | – Mrs. Ferret               |
| Barbara Crampton  | – Chrissie                  |
| Kathleen Kinmont  | – Marianne                  |
| Max Wright        | – Millard Tvedt             |
| Julie Payne       | – Naomi Tvedt               |
| Franklyn Ajaye    | – Harry                     |

## Kuriosa
Filmen har även marknadsförts under namnet Supertönten i Sverige.
Den film som i Sverige gavs ut som Supertönten II – Sommarjobbet i Sverige är filmen Meatballs III: Summer Job, och alltså inte en uppföljare till denna film. 